# توطين

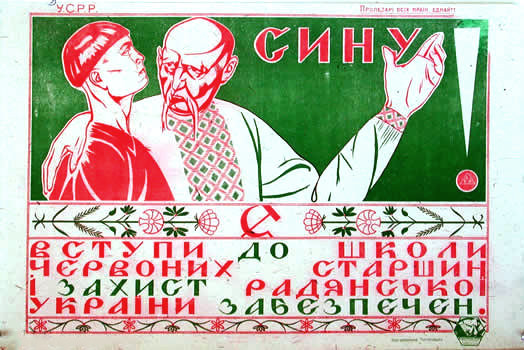

التوطين، هو مجموعة الأفعال التي تعمل على جعل الأشياء أو الأشخاص أكثر محلية. يشمل ذلك تحويل بعض الخدمات والأفكار -وما إلى ذلك- لتناسب الثقافة المحلية عبر استخدام عدد أكبر من السكان الأصليين في الإدارة والتوظيف وما إلى ذلك.
استخدم علماء الأنثروبولوجيا المصطلح في المقام الأول لوصف ما يحدث عندما يأخذ السكان المحليون شيئًا من الخارج ليجعلوه خاصًا بهم (على سبيل المثال: الأفرقة والأمركة).
في السياسة العالمية، التوطين هو العملية التي تعيد فيها الثقافات غير الغربية تعريف أراضيها الأصلية لاستخدامها بشكل أفضل في الزراعة والتسويق الشامل. بسبب الإمبريالية والزخم للتحديث، تذرعت العديد من البلدان والثقافات بالقيم الغربية ومثل الليبرالية والديمقراطية والاستقلال في الماضي، ولكنهم الآن يرغبون في العودة إلى ثقافاتهم وقيمهم التقليدية.
مع ذلك، تستخدم كلمة التوطين أيضًا بالمعنى المعاكس تقريبًا، وهذا يعني: زيادة المشاركة المحلية أو زيادة الملكية أو توطين الشركات المملوكة للأجانب أو جعل المعتقدات والعادات -وما إلى ذلك- أكثر تكيفًا مع الثقافة المحلية.

## الأنواع

### علم اللغة
يستخدم التوطين في هذا السياق للإشارة إلى كيفية اعتماد لغة أخرى في منطقة معينة ما مثل استخدام الفرنسية في أفريقيا. يستخدم هذا المصطلح لوصف عملية نقل ثقافة ومفاهيم منطقة معينة إلى اللغة الجديدة المستخدمة. ومن الحالات الشائعة لذلك توطين اللغة في أفريقيا؛ إذ تطلبت لغة المستعمر السابق إنتاج مفردات متعلقة بالديانات والثقافات الأفريقية على الرغم من عدم وجود مفردات متناسبة مع ذلك في اللغة الأصلية. تنشأ أثناء تنفيذ هذه العملية لغة جديدة هي مزيج من اللغة الأصلية واللغة المستحدثة منها. تحوي هذه اللغة خصائص تعود لكلتا الثقافتين، وهذا ما يجعلها متميزة ومختلفة. تستخدم اللغة الجديدة لتداول اللغة الأصلية في المنطقة المحلية المعنية. يُفضِّل البعض استخدام مصطلح التوطين في بعض الأحيان على استخدام مصطلحات أخرى كالأفرقة مثلًا لأنه لا يحمل أي دلالات سلبية ولا أي معنى كامن.

### الاقتصاد
يُنظر إلى التوطين على أنه العملية التي تغير شخص ما إلى شخص أكثر دعمًا لمحيطه، ويشمل جزء كبير من تلك العملية التأثير على اقتصاد المحيط المذكور. لعب التوطين دورًا مهمًا في الأدوار الاقتصادية للمجتمع. خصب السود بفضل قانون التوطين والتمكين الاقتصادي على وضع أفضل في الاقتصاد؛ فقد اضطر الأجانب إلى التخلي عن 51٪ من أعمالهم إلى السود. يُنظر إلى سياسة الباب المفتوح في الصين على أنها خطوة كبيرة في سياق التوطين، لأنها تفتح أبواب الاقتصاد الصيني للعالم الغربي. سمح هذا بتبادل التجارب بين الثقافات المختلفة، وفتح الشركات الصينية للعالم الغربي أيضًا، الأمر الذي وضع الصين في نوع من الإصلاح الاقتصادي.

### الخدمة الاجتماعية
يُشكِّل العمل الاجتماعي جزءًا كبيرًا آخر من التوطين، على الرغم من عدم معرفة دور التوطين الحقيقي تحت تأثير القوى الاجتماعية، ويرى البعض التوطين كعملية تقع بين التجنيس والعمل الاجتماعي الثقافي. لم يكن التوطين معيارًا وإنما كان وسيلةً لتعويد الآخرين على وجهات نظر المحيط ولمساعدتهم في فهم نشأتهم وتراثهم. ومع ذلك، يقول البعض إن توطين العمل الاجتماعي قد يعمل عندما يتعلق الأمر بإدخال الأجانب إلى الثقافات الغربية، لكنه لن يعمل بنفس القدر في ما لو كانت تلك الثقافات غير غربية. يجادل البعض بأن الثقافات الغربية تُضخِّم مواضع التشابه والاختلاف بينها وبين الثقافات الأجنبية.

## توطين الرواتب
يُستعمل في العراق مصطلح «توطين الرواتب» بمعنى تمكين موظفي الدوائر الحكومية من استلام رواتبهم بالتحويل الألكتروني إلى حسابات الموظفين المصرفية بدون صرف يدوي لكل موظف من دائرته، وهذا يتطلب إنشاء حساب مصرفي لكل موظف حكومي، فالراتب الموطَّن هو ما يُحوّل ألكترونياً إلى حساب الموظف الحكومي، وما زال توطين الرواتب غير مكتمل.